# Александра (річка, Альберта)
Річка Александра є притокою річки Північний Саскачеван в Альберті, Канада. Її джерелом є безіменне озеро на висоті 1563 метри, яке живиться льодовиком Александра. Звідти тече близько 20 кілометрів через віддалену долину, поки не досягне гирла річки Північний Саскачеван.

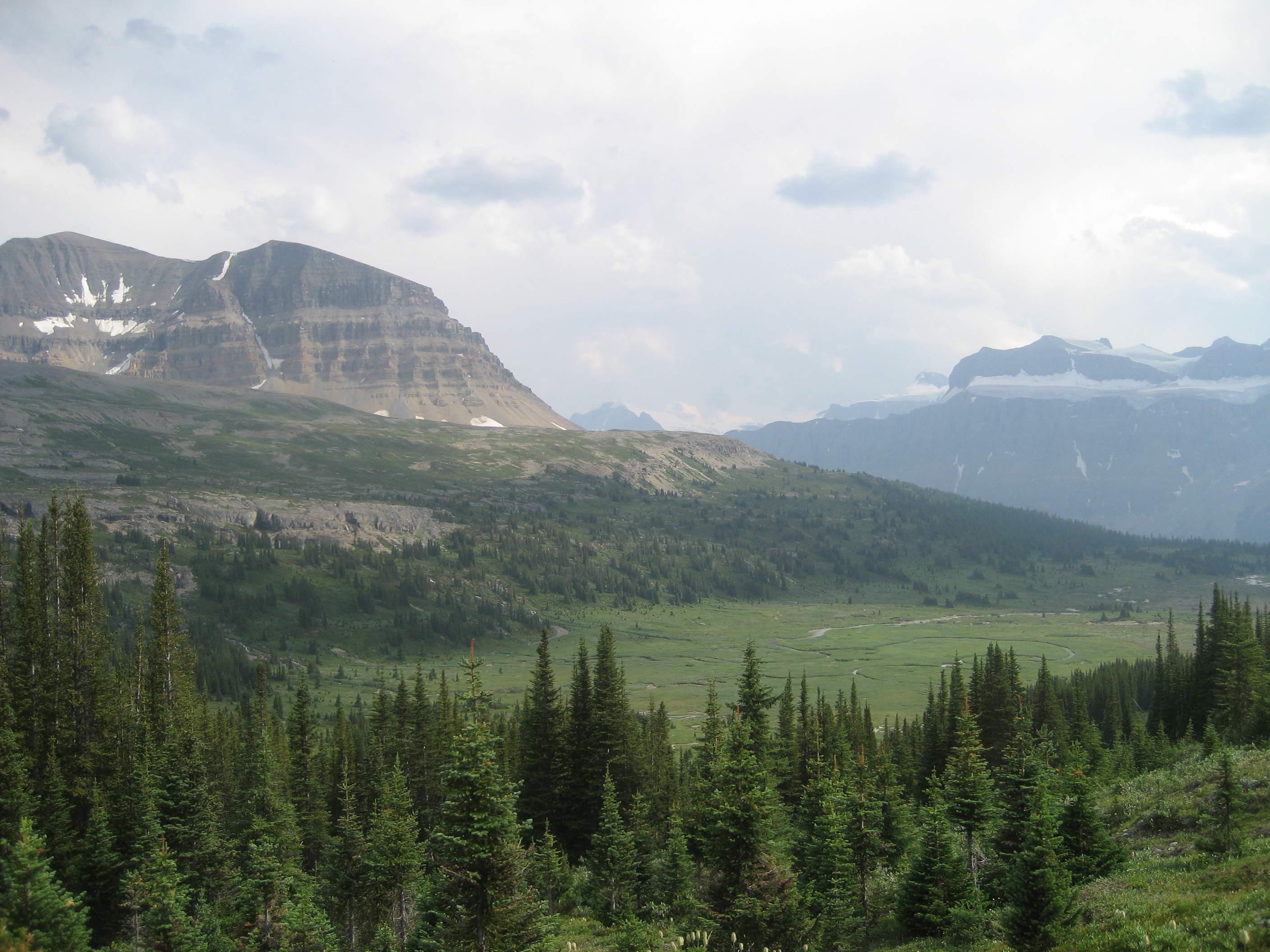
Вигляд на луки Castleguard, на північ від долини Александра.

Виведена з експлуатації під’їзна дорога Парків Канади йде північним берегом вгору за течією до місця впадіння річки в річку Каслгард, що дозволяє пішки дістатися до Каслгард Медоуз, шанованого, але рідко відвідуваного туристичного місця. Стежку більше не обслуговують, і більшість мостів зруйнувалися або були знесені, що робить два дні подорожі до лугів дуже складними.  Крім того, печера Castleguard доступна з верхньої частини стежки.
Інші великі притоки річки включають Ріджес-Крік, Террас-Крік і Емері-Крік. 